# Millennio di Hanoi

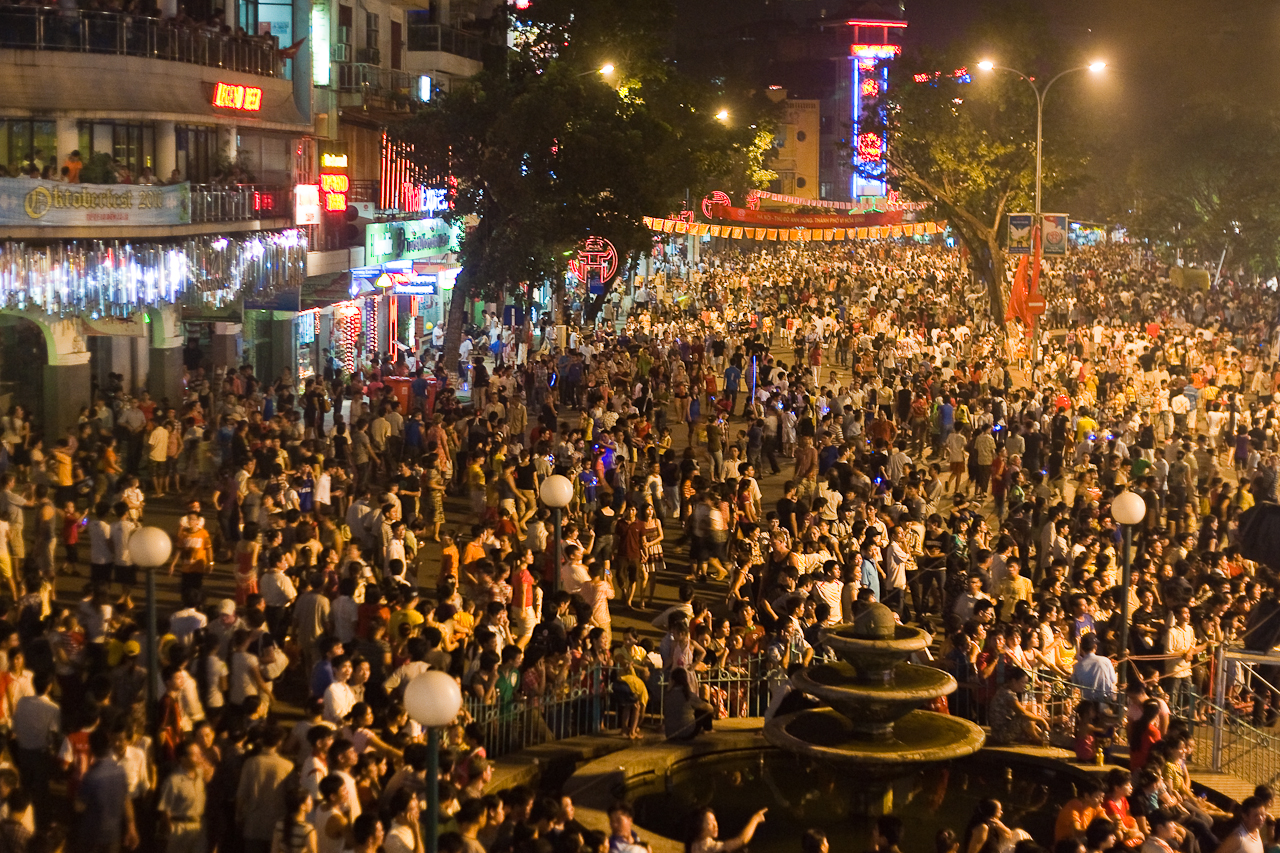
Foto delle celebrazioni

Il millennio di Hanoi (Vietnam: Đại lễ 1000 năm Thăng Long – Hà Nội) è stato un evento celebrativo volto a commemorare i mille anni dalla fondazione della città di Hanoi, da parte di Lý Thái Tổ, primo imperatore della dinastia Lý. Tale evento è stato celebrato nei primi dieci giorni dell'ottobre 2010, con il gran finale nella grande piazza Ba Dinh svoltosi il 10 ottobre.
Secondo la leggenda, Ly Thái Tổ ha deciso di trasferire la capitale da Hoa Lu per Đại La nel corso del settimo mese del calendario lunare 1010. Quando il suo convoglio è arrivato sulla scena, apparve un drago d'oro nei pressi della barca di Ly Thai Per Imperatore quindi cambiato il nome della nuova capitale in Thăng Long (升 龙, letteralmente: drago che sorge).